# Реплі-Кейт
«Реплі-Кейт» (англ. Repli-Kate) — кінокомедія Френка Лонго 2002 року.

## Зміст
Макс Флемінґ — юний геній, який займається генетичними дослідженнями. Коли вони завершуються успіхом, він створює машину, за допомогою якої клонує ідеальну дівчину. Та результат дещо відрізняється від його мрій. Максу буде важко з цим змиритися.

## Ролі
| Актор                | Роль                                |
| -------------------- | ----------------------------------- |
| Елі Ландрі           | Кейт / клон Кейт                    |
| Джеймс Родей         | Макс                                |
| Десмонд Аскью        | Генрі                               |
| Юджин Леві           | Джонас Фромер / клон Джонаса Фромер |
| Курт Фуллер          | президент Чамлі                     |
| Тодд Роберт Андерсон | Фелікс                              |
| Раян Алосіо          | Дерек Воттерс                       |
| Еймі Аллен           | Венді                               |
| Аманда Рейн          | Лілі                                |
| Мелісса Грінспен     | Бренді                              |
| Джастін Шилтон       | Фрешмен                             |
| Нед Броуер           | Стоунер                             |

## Цікаві факти
- Фільм вийшов у Великій Британії 2 лютого 2002 року
- На постері фільму зображені три Кейт, хоча у фільмі присутні тільки дві: справжня Кейт і її клон
- Щоб навчити Кейт битися, Макс і Генрі показують їй фільм «Смертельна битва 2»
- У версії фільму, яка вийшла на DVD, є альтернативні початок і кінець